# Michael Stevenson (ciclista)
Michael Stevenson (Säffle, 10 de julio de 1984) es un ciclista sueco.

## Palmarés
2010
- Campeonato de Suecia en Ruta

## Equipos
- CK Kronborg Pro (2004)
- Amore & Vita-McDonald's (2006)[1]
- Amore & Vita-McDonald's (2007-2008)
- Sparebanken Vest-Ridley/Øster Hus-Ridley (2009-2011)
  - Sparebanken Vest-Ridley (2009-2011)[2]
  - Team Øster Hus-Ridley (2011)[3]
- Concordia Forsikring-Himmerland/Concordia Forsikring-Riwal (2012-2013)
  - Team Concordia Forsikring-Himmerland (2012)
  - Concordia Forsikring-Riwal (2013)[4]